# Волнат (Іллінойс)
Волнат (англ. Walnut) — селище (англ. village) в США, в окрузі Бюро штату Іллінойс. Населення — 1311 особа (2020).

## Географія
Волнат розташований за координатами 41°33′25″ пн. ш. 89°35′27″ зх. д. / 41.55694° пн. ш. 89.59083° зх. д. (41.556992, -89.590753).  За даними Бюро перепису населення США в 2010 році селище мало площу 2,14 км², уся площа — суходіл.

## Демографія
Згідно з переписом 2010 року, у селищі мешкало 1416 осіб у 539 домогосподарствах у складі 387 родин. Густота населення становила 663 особи/км².  Було 597 помешкань (279/км²).
Расовий склад населення:
| - 97,9 % — білих - 0,6 % — азіатів - 0,2 % — корінних американців |

До двох чи більше рас належало 1,3 %. Частка іспаномовних становила 2,1 % від усіх жителів.
За віковим діапазоном населення розподілялося таким чином: 27,4 % — особи молодші 18 років, 52,0 % — особи у віці 18—64 років, 20,6 % — особи у віці 65 років та старші. Медіана віку мешканця становила 40,8 року. На 100 осіб жіночої статі у селищі припадало 93,7 чоловіків;  на 100 жінок у віці від 18 років та старших — 89,3 чоловіків також старших 18 років.
Середній дохід на одне домашнє господарство  становив 65 761 долар США (медіана — 50 714), а середній дохід на одну сім'ю — 73 972 долари (медіана — 60 577). Медіана доходів становила 51 042 долари для чоловіків та 24 167 доларів для жінок. За межею бідності перебувало 14,7 % осіб, у тому числі 17,1 % дітей у віці до 18 років та 5,6 % осіб у віці 65 років та старших.
Цивільне працевлаштоване населення становило 627 осіб. Основні галузі зайнятості: освіта, охорона здоров'я та соціальна допомога — 22,6 %, роздрібна торгівля — 12,3 %, виробництво — 11,8 %.